# Robert Lawrence (martire)
Roberto Lawrence (1485 circa – Tyburn, 4 maggio 1535) è stato un monaco cristiano e abate inglese.
Subì il martirio per non volersi sottomettere all'Atto di Supremazia voluto da re Enrico VIII.

Fu proclamato Santo della Chiesa cattolica assieme ai compagni di martirio: Giovanni Houghton, Agostino Webster e Richard Reynolds. È nel novero dei Santi quaranta martiri di Inghilterra e Galles.

## Il martirio
Nel 1531 fu eletto priore della Certosa di Beauvale nel Nottinghamshire, succedendo al confratello Giovanni Houghton.

Nel 1533 il re d'Inghilterra Enrico VIII si sposò in seconde nozze con Anna Bolena. Ritenendolo un adultero, papa Clemente VII lo scomunicò. Enrico VIII decise allora di rompere con Roma e fece approvare dal Parlamento l'Atto di Supremazia, in base al quale il monarca diventava il capo supremo della Chiesa d'Inghilterra (1534): non giurare su quella legge era considerato alto tradimento. Nell'aprile 1535 venne richiesto alla comunità dei certosini di prestare il «giuramento di conformità».
Prima di decidere, padre Roberto decise di consultarsi con il suo confratello Giovanni, dal 1531 priore della Certosa di Londra, e nel febbraio 1535 si recò in visita da lui. Assieme ad Agostino Webster, priore della Certosa di Axholm, chiese udienza al Segretario di Stato, Thomas Cromwell. I tre priori chiesero a Cromwell di intercedere presso il re affinché mitigasse l'obbligo di sottomissione all'Atto di Supremazia. Cromwell non solo rifiutò d'intercedere presso il re come richiesto, ma li fece arrestare tutti.
I tre monaci furono arrestati e rinchiusi nella Torre di Londra. Fu interrogato dai commissari reali, che trascrissero questa sua dichiarazione
Gli atti del processo sono conservati nel Pubblico registro, a Londra.
I tre monaci non cedettero alle pressioni e si rifiutarono di cambiare la loro posizione. Portati in tribunale furono processati (aprile 1535). Il collegio giudicante non li considerò colpevoli. Ma Cromwell pretese che venisse loro applicata la Legge sui tradimenti ed ottenne la riforma della sentenza in condanna a morte. Fu condannato insieme a loro Richard Reynolds, O.Ss.S., un monaco brigidino dell'Abbazia di Syon.
All’epoca le pubbliche esecuzioni dei condannati a morte provenienti dalla città di Londra venivano eseguite a Tyburn. I quattro monaci vennero portati al patibolo vestiti dei loro abiti religiosi senza essere prima stati costretti ad indossare abiti laicali, come si usava a quei tempi. Dalla cella della sua prigione nella Torre di Londra, Tommaso Moro vide la scena ed esclamò, rivolto alla figlia: «Guarda, Meg, questi beati Padri vanno serenamente alla loro morte come spose ad un matrimonio».
Il verdetto fu eseguito per impiccagione, apertura delle viscere e squartamento.

Furono le prime vittime dell'Atto di Supremazia del Re sulla Chiesa in Inghilterra approvato dal Parlamento.
Nello stesso anno fu condannato a morte Tommaso Moro, anch'egli proclamato santo dalla Chiesa cattolica.

## Culto
Roberto venne beatificato il 9 dicembre 1886 da papa Leone XIII e canonizzato il 25 ottobre 1970 da papa Paolo VI.
La sua memoria liturgica si celebra nell'anniversario della sua morte (4 maggio), così come nel gruppo dei quaranta martiri il 25 ottobre.